# Pouteria exstaminodia
Pouteria exstaminodia är en tvåhjärtbladig växtart som beskrevs av João Murça Pires och Terence Dale Pennington. Pouteria exstaminodia ingår i släktet Pouteria och familjen Sapotaceae. IUCN kategoriserar arten globalt som starkt hotad. Inga underarter finns listade i Catalogue of Life.